# Список умерших в 1304 году
В этой статье представлен список известных людей, умерших в 1304 году.

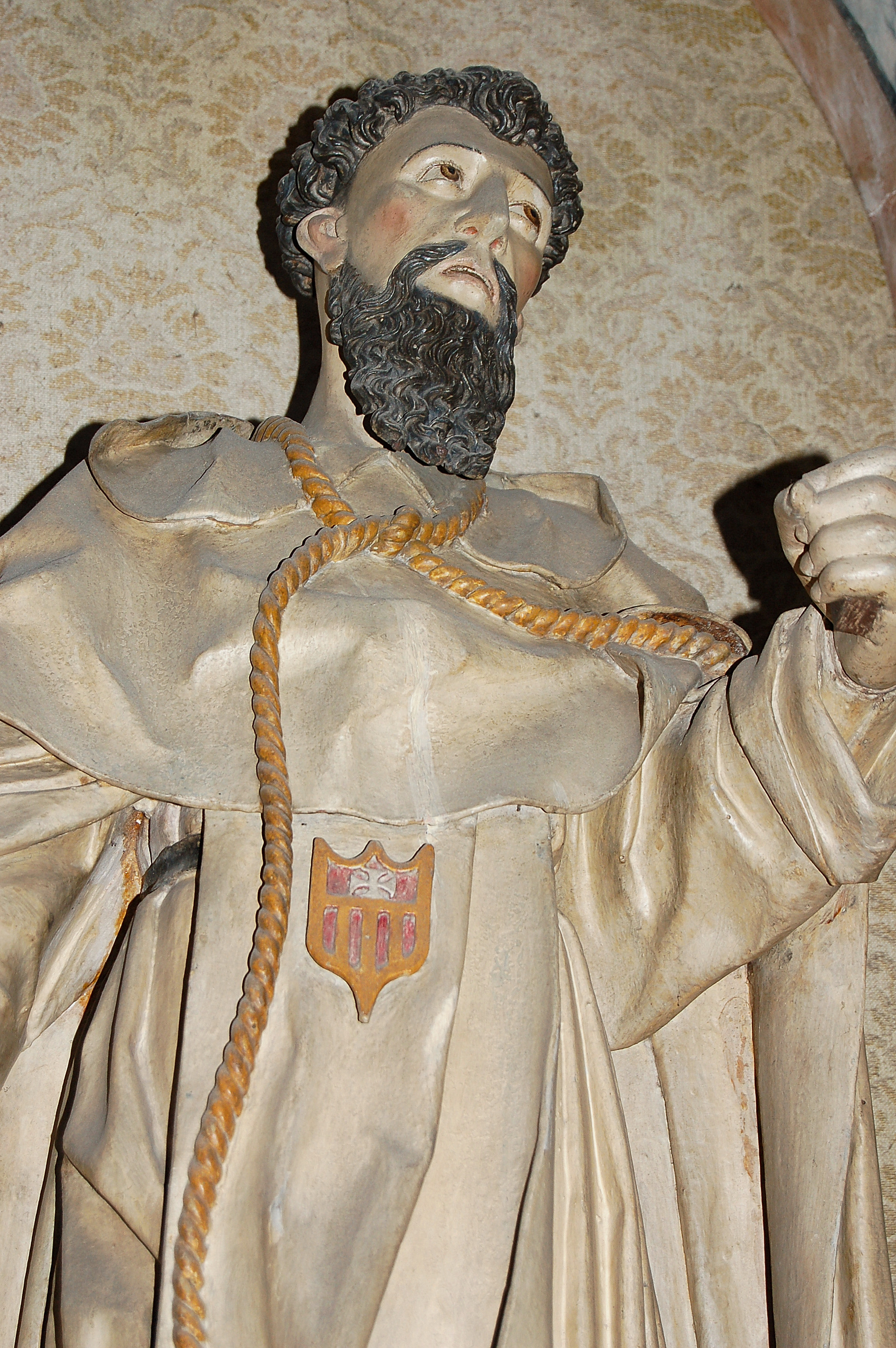
Пётр Эрменгол

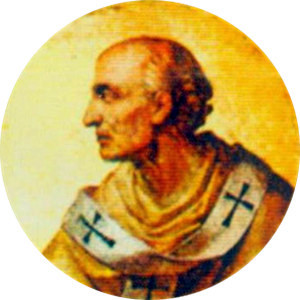
Бенедикт XI

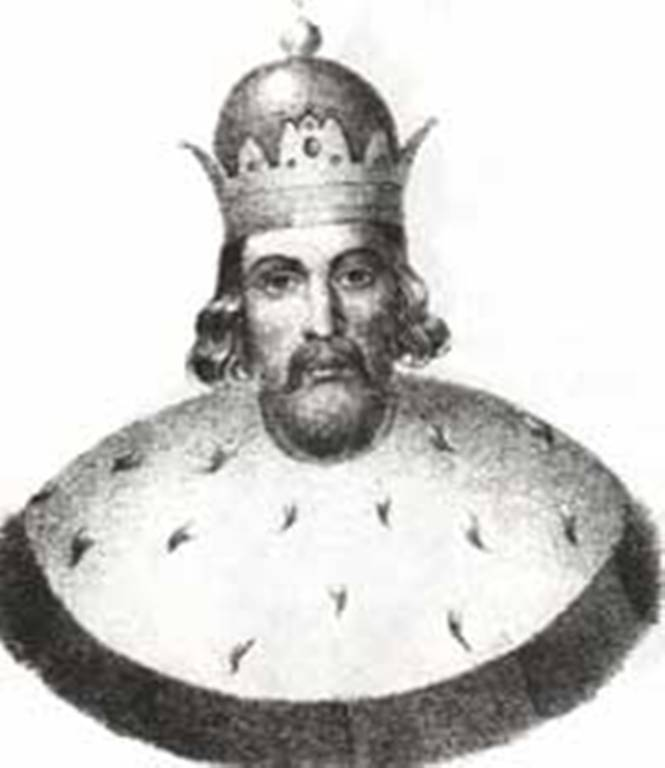
Андрей Александрович

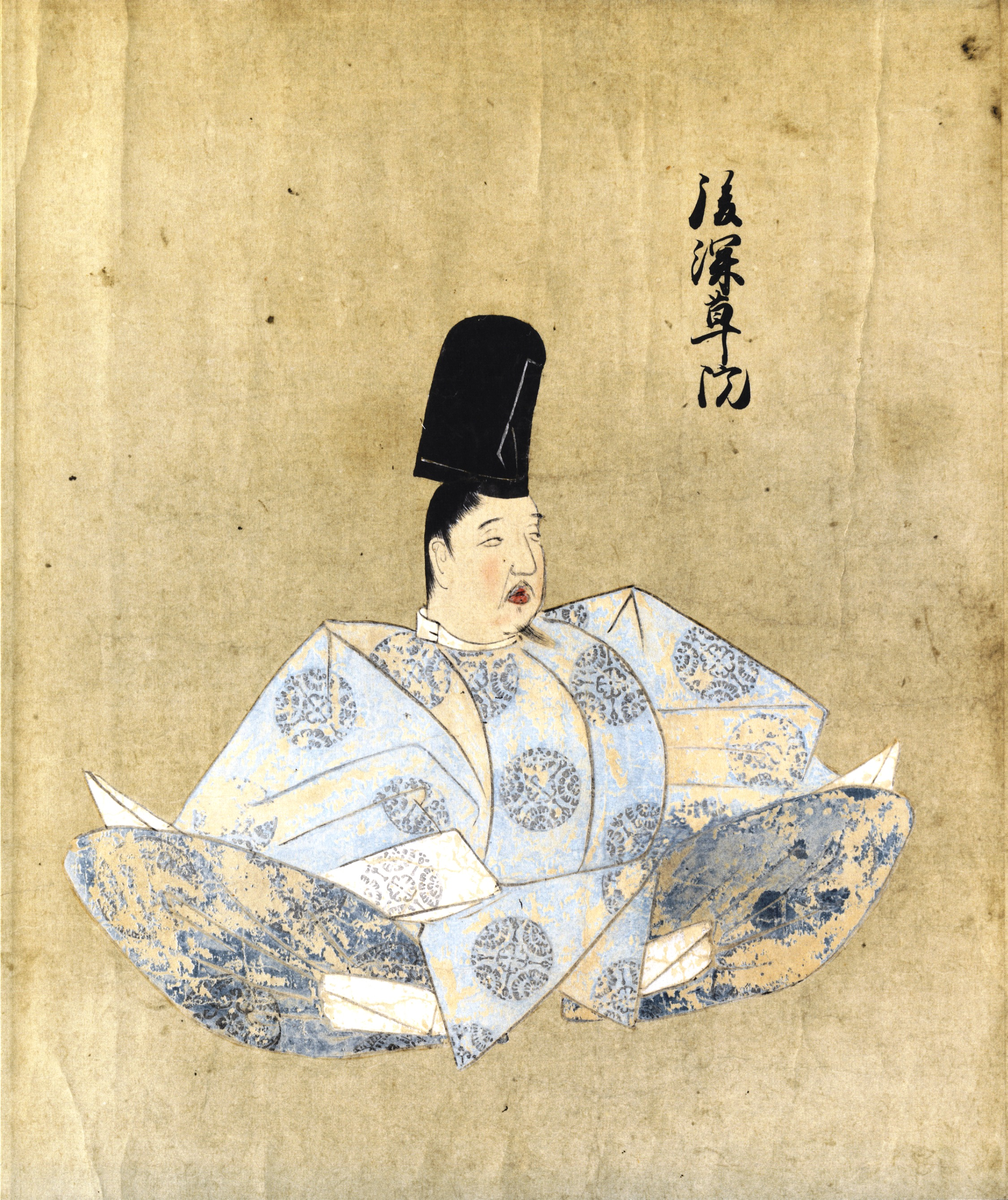
Император Го-Фукакуса

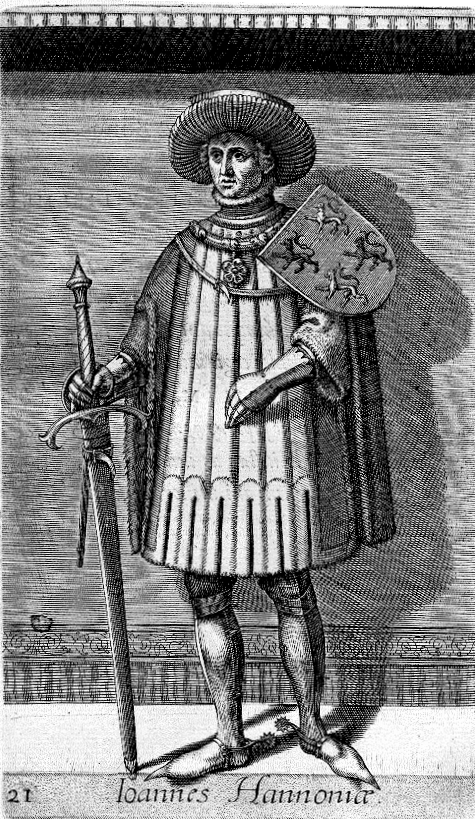
Жан II д’Авен

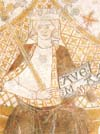
Агнесса Бранденбургская

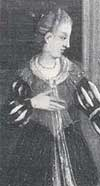
Матильда Габсбург

## Январь
- 15 января — Иаков Милостивый — святой римско-католической церкви[1].
- Бруно фон Лангенбоген[нем.] —	епископ Наумбурга (1285—1304)

## Февраль
- 14 февраля — Ги I Ибелин[англ.] — титулярный граф Яффы и Аскалона (1276—1304)

## Март
- 7 марта — Бартоломео I делла Скала — сеньор Вероны (1301—1304).
- 23 марта — Джованни Арборейский — юдекс Арбореи (1297—1304)
- 26 марта — Витбольд фон Хольте[англ.] — архиепископ Кёльна и герцог Вестфалии (1298—1304)
- 30 марта — Вильгельм II[англ.] — сеньор Эгмонт (1242—1304)

## Апрель
- 1 апреля — Альберт I — граф Горицы (1258—1304), граф Тироля (1258—1271), родоначальник Горицкой линии Горицкой династии
- 27 апреля — Пётр Арменголь — святой римско-католической церкви[2].
- Роберт Брюс (60) — граф Каррик (по праву жены) (1271—1292), лорд Аннандейл (1295—1304), отец короля Шотландии Роберта I.

## Май
- 11 или 17 мая — Газан-хан — ильхан Ирана (1295—1304) из династии Хулагуидов, старший сын Аргуна, внук Абаги.
- Жуан Афонсу Телеш де Менезеш, 1-й граф де Барселуш, португальский и кастильский дворянин, 4-й сеньор де Альбуркерке, 1-й граф Барселуш (1298—1304).

## Июнь
- 4 июня — Самбор — князь Рюгена (1302—1304)
- 6 июня — Мария Португальская[англ.] — португальская инфанта, дочь Афонсу III, монахиня.
- 11 июня — Альбрехт фон Шенкенберг, граф Лёвенштайна (с 1283).
- 17 июня — Эберхард I фон Лимбург—Штирум[нем.] — граф Лимбург-Штирум (1301—1304), родоначальник династии
- 25 июня — Оттон I — князь Ангальт-Ашерслебена (1266—1304)

## Июль
- 7 июля — Бенедикт XI — папа римский (1303—1304), святой римско-католической церкви.
- 17 июля — Эдмунд Мортимер, английский аристократ, 2-й барон Вигмор (1282—1304).
- 27 июля — Андрей Александрович — князь костромской (1276—1293, 1296—1304), великий князь владимирский (1280—1283, 1294—1304), князь новгородский (1281—1285, 1292—1304), князь городецкий (1264—1304).

## Август
- 5 августа — Генрих I — первый граф Гольштейн-Рендсбург (1258—1304).
- 16 августа — Иоганн III фон Ренессе[англ.] — зеландский дворянин, член регентского совета при графе Голландии Яне I.
- 17 августа — Император Го-Фукакуса — император Японии (1246—1259).
- 18 августа:
  - Виллем ван Юлих — фламандский дворянин, один из руководителей борьбы Фландрии против Франции, погиб в битве при Монс-ан-Певеле;
  - Гильом — граф Осера (1290—1304), погиб в битве при Монс-ан-Певеле;
  - Хьюго де Бувиль[фр.] — рыцарь и камергер французского короля Филипп IV Красивого, погиб в битве при Монс-ан-Певеле.
- 22 августа — Жан II д’Авен — граф Эно (Геннегау) (1280—1304), граф Голландии и граф Зеландии (1299—1304)

## Сентябрь
- 4 сентября — Генрих II — граф Родеза (1274—1304).
- 5 сентября — Рюдигер Манессе[нем.] — собиратель творчества миннезингеров, автор Манесского кодекса
- 22 сентября — Томас Корбридж[англ.] — архиепископ Йоркский (1299—1304)
- 28 сентября — Елизавета Калишская — княгиня-консорт яворская (1273—1278), княгиня-консорт легницкая (1278—1296), княгиня-консорт вроцлавская (1290—1296), жена Генриха V Брюхатого
- 29 сентября:
  - Агнесса Бранденбургская (46) — королева-консорт Дании (1273—1286), жена Эрика V;
  - Джон де Варенн — граф Суррей (1240—1304) главнокомандующий английской армией в битве при Данбаре (1296).
- Хью Бардольф, английский аристократ, 1-й барон Бардольф (с 1299).

## Октябрь
- 11 октября — Конрад II Горбатый — князь Сцинавы (1278—1284), Князь Жаганьский (1284—1304)

## Ноябрь
- 1 ноября:
  - Райнерий Ареццийский[итал.] — святой римско-католической церкви[3];
  - Уолтер де Фоконберг — первый барон Фоконберг (1295—1394).
- 2 ноября — Рупрехт VI — граф Нассау (1298—1304) из Вальрамской линии

## Декабрь
- 5 декабря:
  - Уильям Латимер, английский аристократ, 1-й барон Латимер из Корби (с 1290 или 1299);
  - Джон Понтуаз[англ.] — епископ Уинчестера (1282—1304).
- 23 декабря — Матильда Габсбург — жена Людвига II Строгого, герцога Верхней Баварии, регент Верхней Баварии

## Дата неизвестна или требует уточнения
- Абу Мухаммед аль-Касим аль-Сиджильмаси[англ.] — марокканский филолог
- Акинф Гаврилович Великий — боярин князей Андрея Александровича Городецкого и Михаила Ярославича Тверского, родоначальник рода Акинфовых, погиб в битве у Можайска.
- Алан VI де Роган — виконт де Роган
- Ван Юн[англ.] — китайский писатель
- Гуго I де Бо — последний сеньор де Мейрарг (1266—1304)
- Джанчотто Малатеста — подеста Пезаро (1294—1304) из рода Малатеста, муж и убийца Франчески да Римини.
- Джованни, судья Арбореи (с 1297).
- Жиль Лессинский[англ.] — доминиканский философ и экономист
- Иоанн Пелинджотто — святой римско-католической церкви, юродивый[4].
- Конрад I — маркграф Бранденбурга (1266—1304) из династии Асканиев.
- Жанно де Лекюрель — французский поэт и композитор, трувер, казнён.
- Лудольф фон Росторф[нем.] — епископ Миндена (1295—1304)
- Мадог Крипл — Лорд Глиндиврдуи и Кинллайт-Оуайн (1289—1304).
- Младен I Шубич — балканский дворянин, бан Боснии (1299—1304), убит.
- Мортен Могенсен[дат.] — датский учёный, преподаватель и ректор Парижского университета
- Пётр Овернский[англ.] — французский философ
- Петр Треянский — святой римско-католической церкви[5].
- Рикардо I Орсини — граф Кефалинии и Закинфа (1259—1304), убит.
- Роберт де Скейлз — первый барон Скейлз (1299—1304).
- Степанос Орбелян — армянский историк, церковный и политический деятель.
- Тарасий, епископ Русской православной церкви; глава Ростовской епархии.
- Фернардо Родригез де Кастро — галисийский дворянин, поднявший мятеж против короля Кастилии Фердинанда IV, погиб в бою
- Эберхард[нем.] — пфальцграф Тюбингена (1294—1304)
- Эндрю де Бучан[англ.] — епископ Кейтнесса (1296—1304)
- Якоб ибн-Тиббон — еврейский астроном